# Auvergne Station
Pour les articles homonymes, voir Auvergne (homonymie).
Auvergne Station ou plus simplement Auvergne est une concession pastorale australienne située dans le Territoire du Nord. Elle est utilisée comme cattle station, c'est-à-dire comme ranch où on pratique l'élevage extensif du bétail.

## Situation
Le lieu est situé à environ 50 km à l'ouest de Timber Creek et à 137 km à l'est de Kununurra en Australie-Occidentale non loin de la frontière avec cet État. Auvergne est mitoyenne de Bullo River Station au nord, de Newry à l'ouest et de  Winan Aboriginal Land Trust au sud. La Victoria Highway et l'Auvergne Stock Route partagent le domaine d'est en ouest.

## Description
La concession couvre 4 142 km2. Elle est composée pour moitié de forêts et pour un quart de prairies couvertes d'herbe de Mitchell et d'iseilema. Le dernier quart est couvert par le loam rouge du lit de la rivière et de plaines côtières inondables. Le domaine est en mesure d'élever 32 000 têtes de bétail et exporte chaque année 10 000 têtes sur les marchés asiatiques via le port de Wyndham (Australie Occidentale). Il est actuellement détenu par la société Consolidated Pastoral Company.
Plusieurs cours d'eau traversent la propriété tels que la rivière Bullo, la Baines river, l'East Baines, la Blackfellow Creek, la  Snake Creek et la Victoria River qui en constitue la limite nord.

## Histoire
Auvergne a été créée en 1886, le premier propriétaire fut  J. A. Macartney, il y fit venir 2 000 têtes de bétail par camion puis 8 000 autres par la route. La propriété fut ensuite achetée par Francis Connor et Denis Doherty en 1896. À cette époque la concession couvrait une superficie de  5 180 km2 et bordait la  Victoria River. Elle comptait environ 7 000 têtes de bétail et 300 chevaux, elle était probablement dirigée par M. Desmond. En 1897, Michael Durack en devint copropriétaire.
En 1892, le directeur de la station, Samuel Croker, fut assassiné par un métis nommé Charley Flanagan. Ce dernier fut arrêté à la gare de Ord River et conduit à Darwin  où il fut jugé, reconnu coupable puis exécuté en 1893.
On estime qu’en 1905 la taille de la concession était de 4 248 km2 avec un troupeau de 20 000 bovins de race shorthorn dont on disait « qu’il était en splendide état » car « les dernières saisons ont été bonnes et la Baynes River East et la Baynes River coulent à flot et les billabongs et les lacs sont remplis d'eau ».
En 1918, Archie Skulthorp, le directeur du domaine,  retrouva un éleveur nommé Alexander McDonald assassiné avec une lance dans le dos. Il précisa « les Aborigènes avaient laissé des traces menant vers vers la brousse ».
En 1923, la taille de la propriété était d’environ 15 281 km2, c’était l’une des plus grandes du Territoire du Nord, bien qu’elle ne fasse que la moitié de Victoria River Downs Station, la plus grande de toutes avec 33 929 km2.
En 1953, un homme de la région surnommé « Le Tigre » et déjà connu comme meurtrier se fit lui-même assassiner par un autre aborigène appelé « Split Lip Dick ». Ce dernier s'est enfui dans la brousse avec la jeune compagne du Tigre. 
La même année plus de 5 000 taureaux non marqués ont dû être abattus à la propriété. On pense que la plupart provenaient de Victoria rivière Downs, une petite propriété voisine. Auvergne Station possédait un troupeau d'environ 18 000 têtes en 1953. À la même époque la propriété a été achetée par la Land et Mineral Company rivière Peel en même temps que la station de Headingly dans le Queensland.
En 2010, Stuart McKechnie, le directeur du domaine, trouva les restes fossilisés d'un Diprotodon dans une rivière de la propriété. Bien que la queue et la tête manquaient, le squelette était presque intact. McKechnie a gardé le secret de sa découverte pendant deux ans avant que les paléontologistes du Musée du Territoire du Nord puissent faire les fouilles en 2012.